# 細齒狐蝠
細齒狐蝠（學名：Neopteryx frosti），哺乳綱、翼手目、狐蝠科細齒狐蝠屬中的單屬種，而與細齒狐蝠同科的動物尚有大耳果蝠、侏果蝠、偏齒果蝠等之數種哺乳動物。
1. ↑  Tsang, S.M. . The IUCN Red List of Threatened Species. 2016, 2016: e.T14560A115122474. doi:10.2305/IUCN.UK.2016-3.RLTS.T14560A22032953.en.